# Pandėlys
Pandėlys è una città del distretto di Rokiškis della contea di Panevėžys, nel nord-est della Lituania. Secondo una stima del 2018, la popolazione ammonta a 738 abitanti.
È a 26 km a ovest di Rokiškis ed è il centro dell’omonima seniūnija: quest’ultima si estende fino al confine lettone.
La chiesa della Beata Vergine Maria è stata aperta nel 1801, un ospedale nel 1944, una biblioteca nel 1937, un ufficio postale, una Casa della cultura e alcune aziende che operano nella lavorazione dei metalli e nell’agriturismo.

## Storia

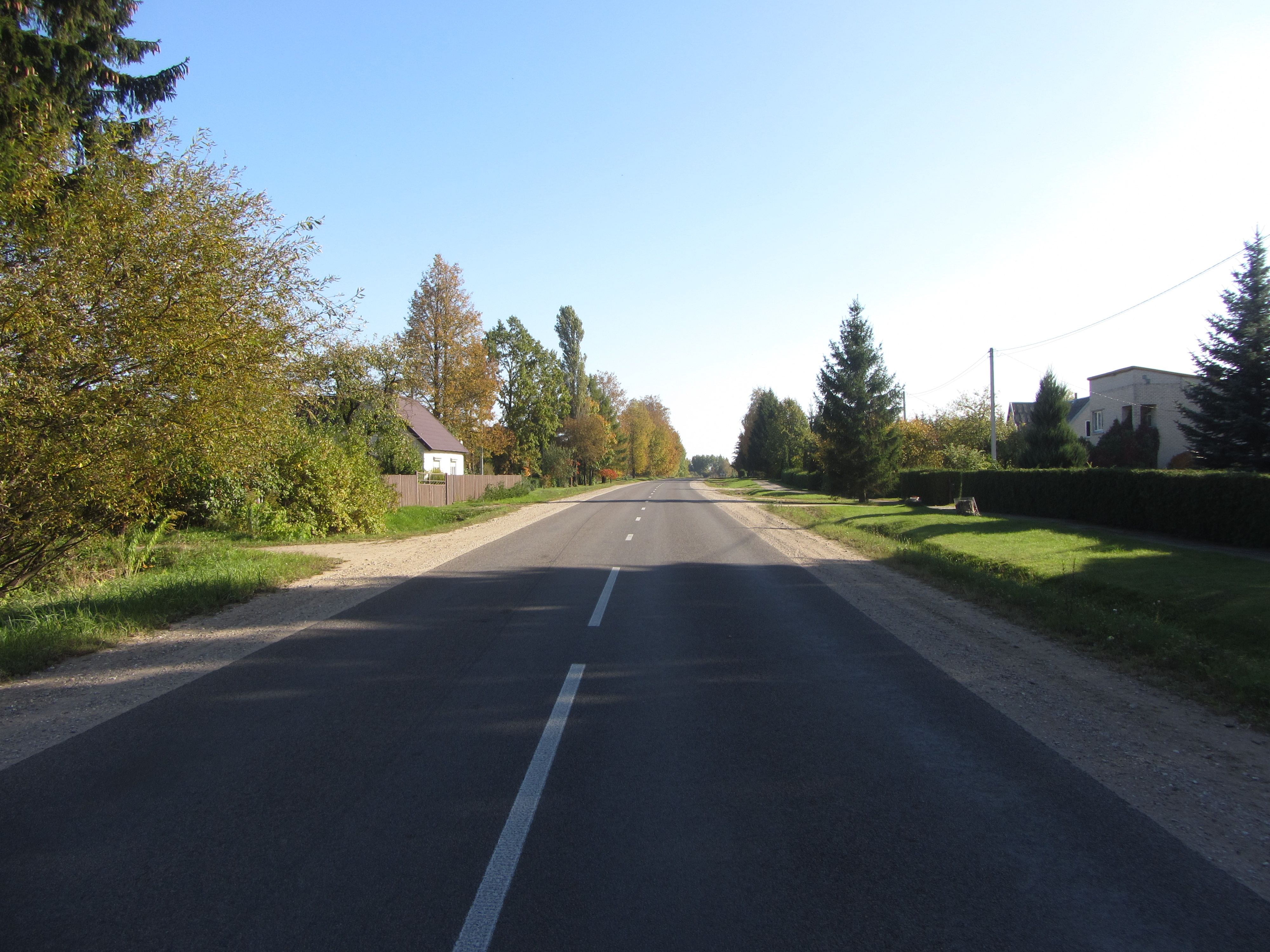
Strada cittadina

L’insediamento è citato per la prima volta in atti ufficiali nel 1591. 
Tra il 1655 e il 1660, nel corso della Guerra del Nord, il centro abitato subì un attacco dell’esercito svedese. Nel 1777, fu istituita una scuola parrocchiale. Negli anni successivi seguì la costituzione di più ampi mercati cittadini e nuove taverne. Nel 1831, ebbe luogo una rivolta dei locali contro l'esercito russo. Dalla metà del XIX secolo iniziò ad acquisire importanza anche a seguito della realizzazione della ferrovia a scartamento ridotto.
A Pandėlys fu poi costruita una fabbrica per l’estrazione della torba, un caseificio, due mulini, una segheria, una sartoria e una cooperativa agricola. Diverse di queste attività commerciali erano gestite da ebrei, assai numerosi in Lituania e poi tragicamente coinvolti nel 1944 nell’Olocausto. L’insediamento ospitava due sinagoghe poi distrutte. consideravano diversi negozi, c'erano 2 sinagoghe.
Nel periodo della RSS Lituana avevano sede le fattorie collettive.
Il 18 settembre 1997 è stato emesso un decreto presidenziale che ha reso lo stemma attuale quello ufficiale.